# Павильон № 46 «Экономика и организация АПК» на ВДНХ
Павильон «Экономика и организация АПК» — 46-й павильон ВДНХ, построенный в 1966—1967 годах.

## История
Павильон был построен в 1966—1967 годах в стиле советского модернизма по проекту архитекторов Архипова и Н. Н. Перевозниковой, при участии инженера Томилиной. Здание прямоугольное в плане, облицовано камнем светлых тонов. Крыша павильона выполнена в виде ряда из трёх пирамид, высотой примерно равных самому павильону. Экспозиция, размещённая в павильоне, была посвящена современному состоянию и перспективам развития агропромышленного комплекса СССР. В 1990-е годы экспозиция была упразднена, и здание стало использоваться в торговых целях. В данный момент в нём размещается дирекция и пресс-центр Политехнического музея.